# Utricularia tenella
Utricularia tenella är en tätörtsväxtart som beskrevs av Robert Brown. Utricularia tenella ingår i släktet bläddror, och familjen tätörtsväxter. Inga underarter finns listade i Catalogue of Life.